# 耶稣圣名堂 (弗罗茨瓦夫)

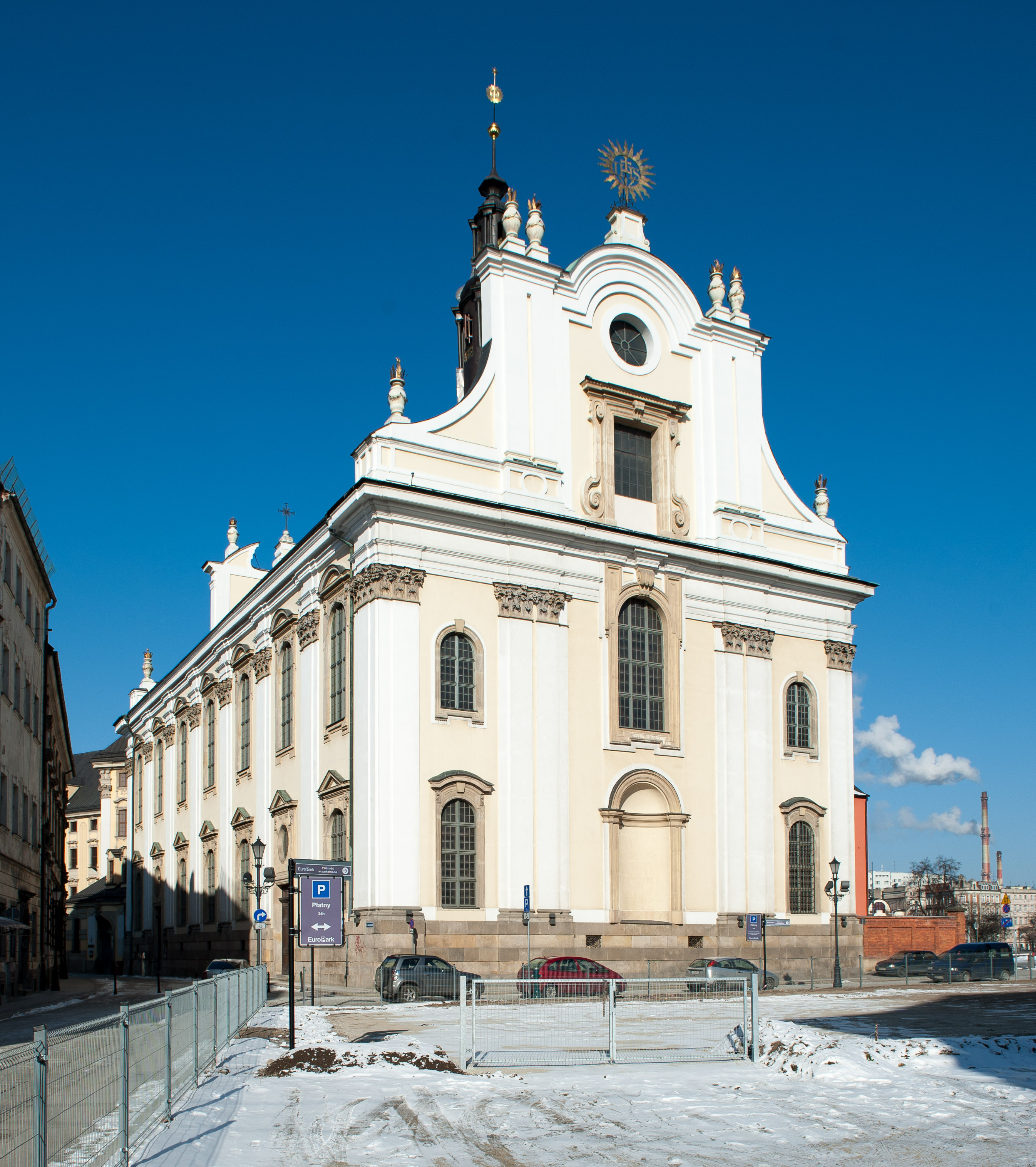

弗罗茨瓦夫的耶稣圣名堂（波兰语：Kościół Imienia Jezus）目前是一座罗马天主教大学教堂，位于大学广场（Plac Uniwersytecki）1号，巴洛克建筑风格，由耶稣会建于1689年–1698年。

## 建筑

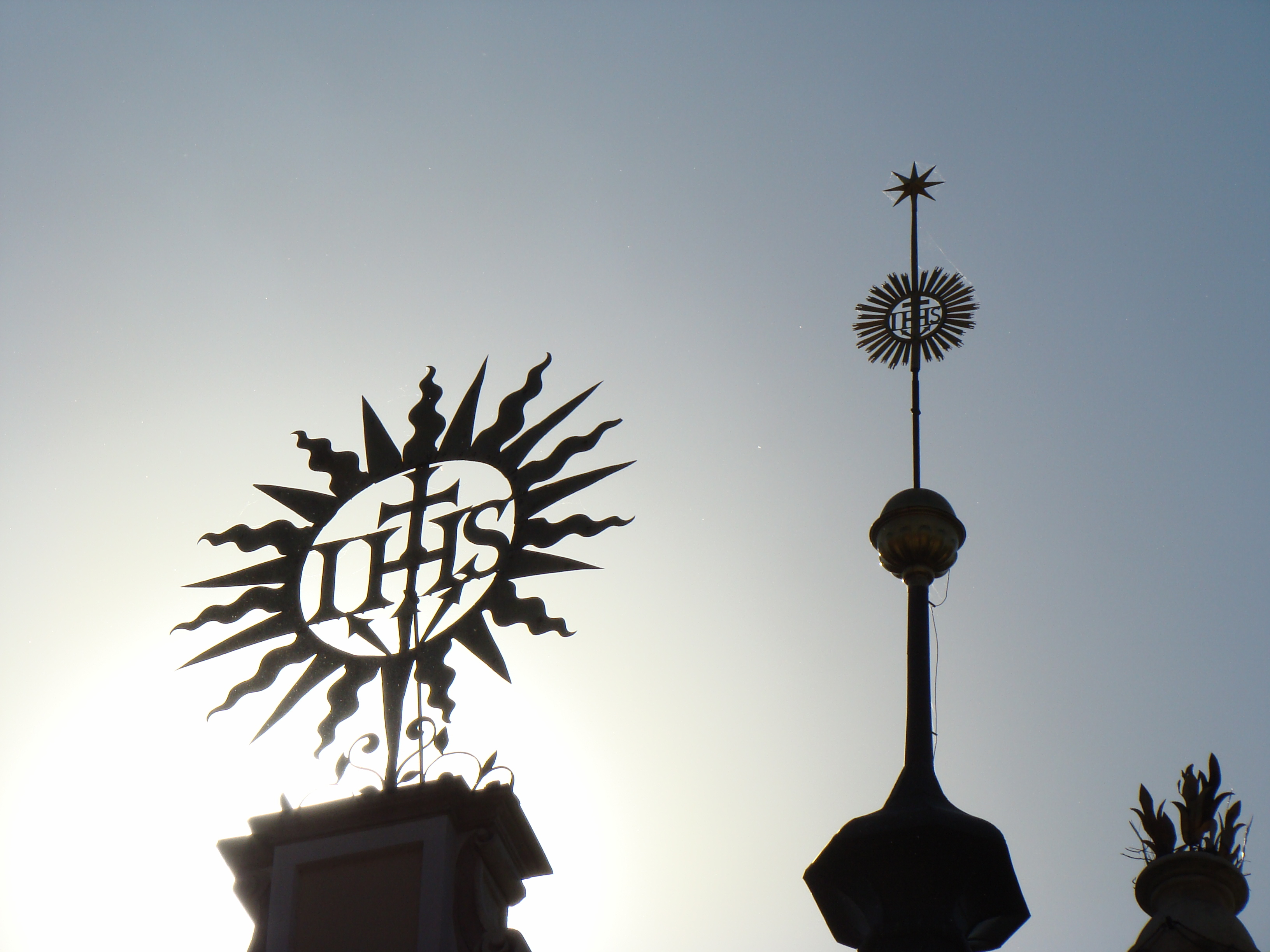

这是一座典型的耶稣会单通廊砖砌教堂，长53.2米，宽26.2米，高23.6米。两侧各有6个小堂。其内部装潢是该市最奢华的巴洛克风格建筑之一。
这座教堂建于原帝国城堡南楼的旧址上。从被拆除的城堡中，保留了一座单层的文艺复兴建筑，用作祭衣间，保留了文艺复兴的门窗。

## 历史

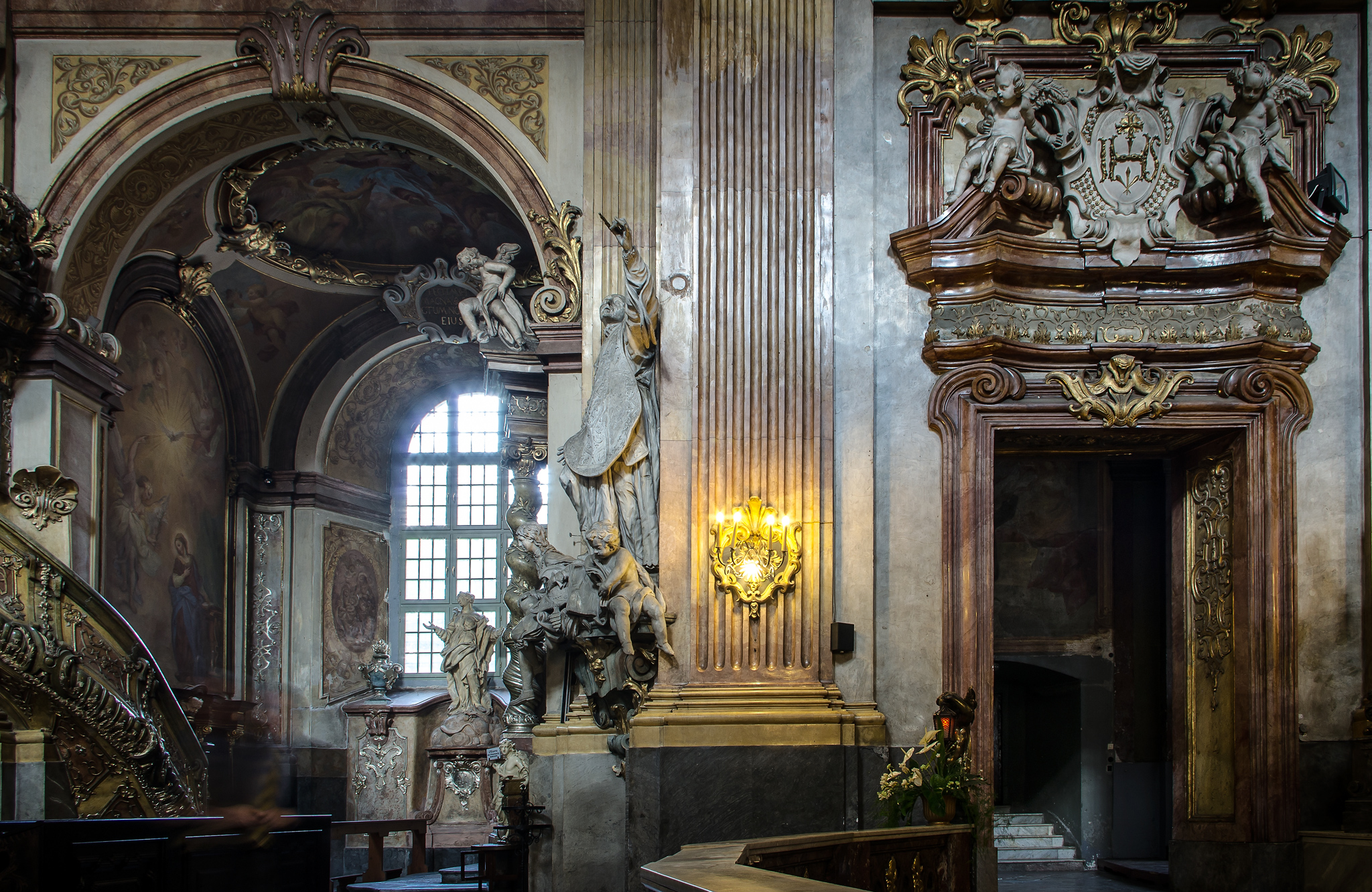

这座教堂由意大利建筑师特奥多尔·莫雷蒂（Teodor Moretti）设计，工程委托给马泰乌兹·比纳（Mateusz Biener）和约翰·格奥尔·诺尔（Johann Georg Knoll），比纳于1692年去世后，诺尔是唯一的建筑经理）。1698年7月30日，教堂举行了祝圣仪式，但直到1700年，教堂的西立面才完成，1703-1706年期间，约翰·迈克尔·罗特梅尔在教堂的墙壁和拱顶上绘制了一系列壁画。在中殿的壁画中，有一幅罗特迈尔的自画像，其中包括当时众多的圣徒和奥地利皇帝。1722-1734年，克里斯托夫·陶希继续进行教堂的雕塑装饰工作，包括灰泥、壁柱、檐口、讲坛、雕塑，以及部分保留至今的长凳，告解室和烛台。1726年完工的华丽的正祭台是陶希本人设计的。1725年，他还画了一幅祭坛画，描绘耶稣的割礼。陶施在七苦圣母小堂也有一座1725年的祭坛。讲坛雕像（1727-1728）和司祭席入口处的圣人雕像（1726）是一位著名的西里西亚雕塑家弗兰兹·曼格尔德的作品，其余雕塑是另一位著名雕塑家扬·阿尔布雷希特·西格维茨的作品。

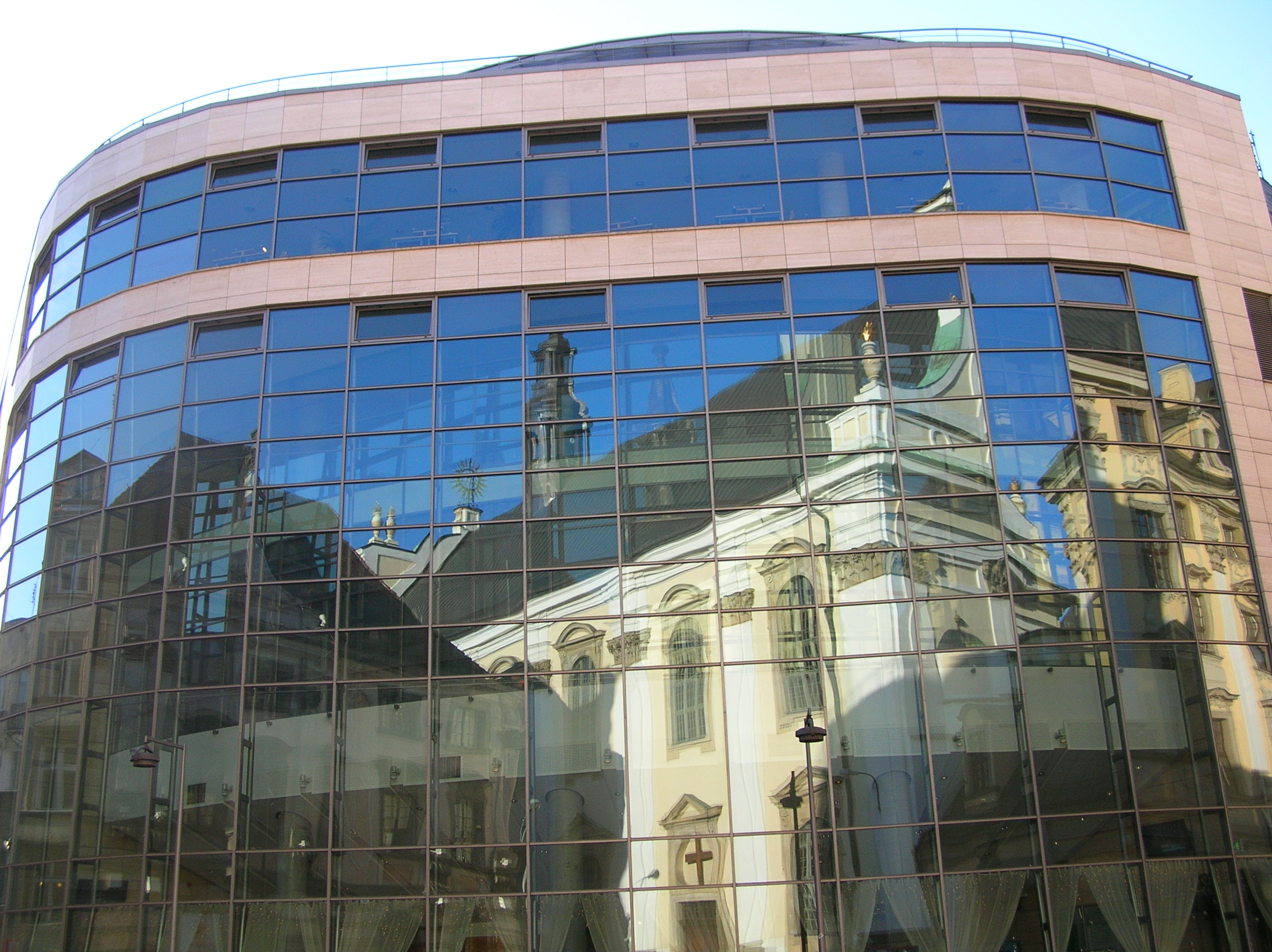
弗罗茨瓦夫大学法学院建筑玻璃墙中耶稣教堂正面的倒影

教堂完工后，在附近修建了一所耶稣会学院（1728-1741），从1811年至今，这所学院一直是弗罗茨瓦夫大学的主楼。
由于灾难（1748年附近的火药塔爆炸）和军事行动（1756-1763年七年战争），该堂曾被多次废弃，并受到轻微破坏，巴洛克风格的装饰和设备保存至今。
在19世纪，尤其是1879年至1893年期间，大多数巴洛克式两侧小堂祭坛都得到了重建，绘制新的祭坛画。只有少数祭坛保留17或18世纪的绘画。此外，还创作了米开朗基罗的哀悼基督的石膏复制品。1926年，在奥得河畔法兰克福威廉·绍尔（Wilhelm Sauer）的18世纪风琴柜中制造了新的风琴，用作礼拜和音乐会乐器。
1945年4月，该市其他教堂最有价值的宗教文物曾被带到这里。1945年的布雷斯劳围城战期间，该堂大约有10%受损。第二次世界大战之后，1946年9月，该堂改为大学教堂。

## 圖庫

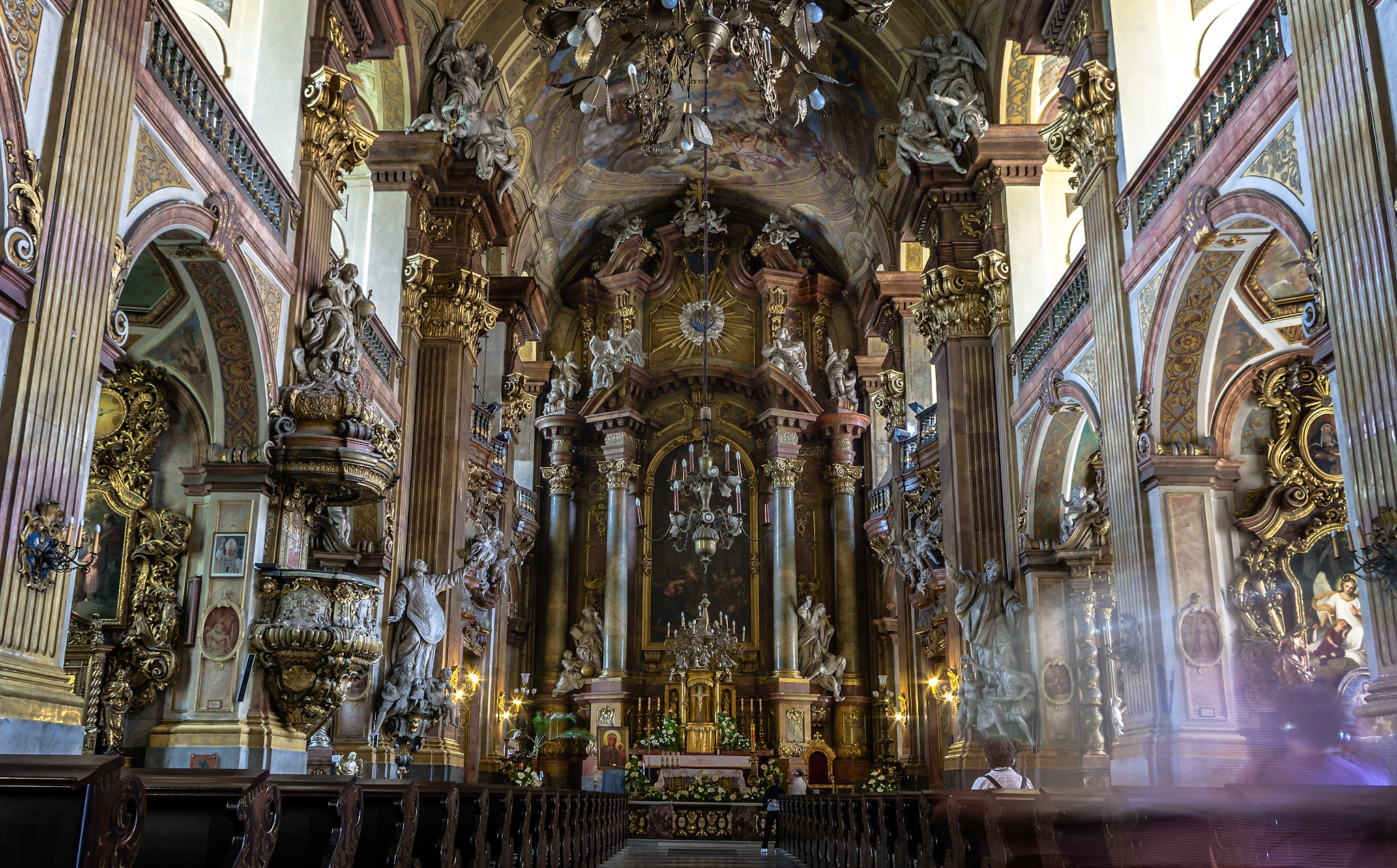
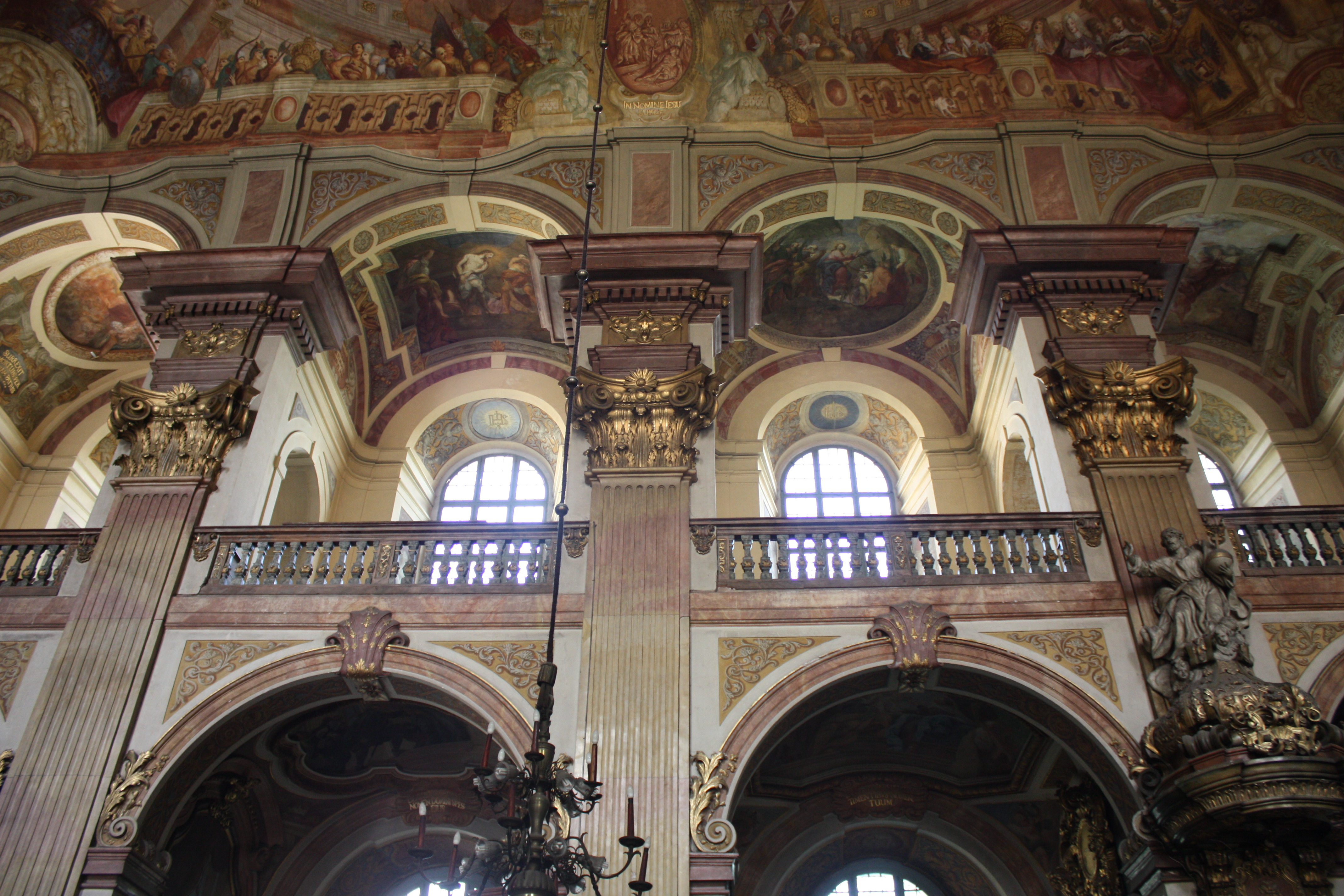
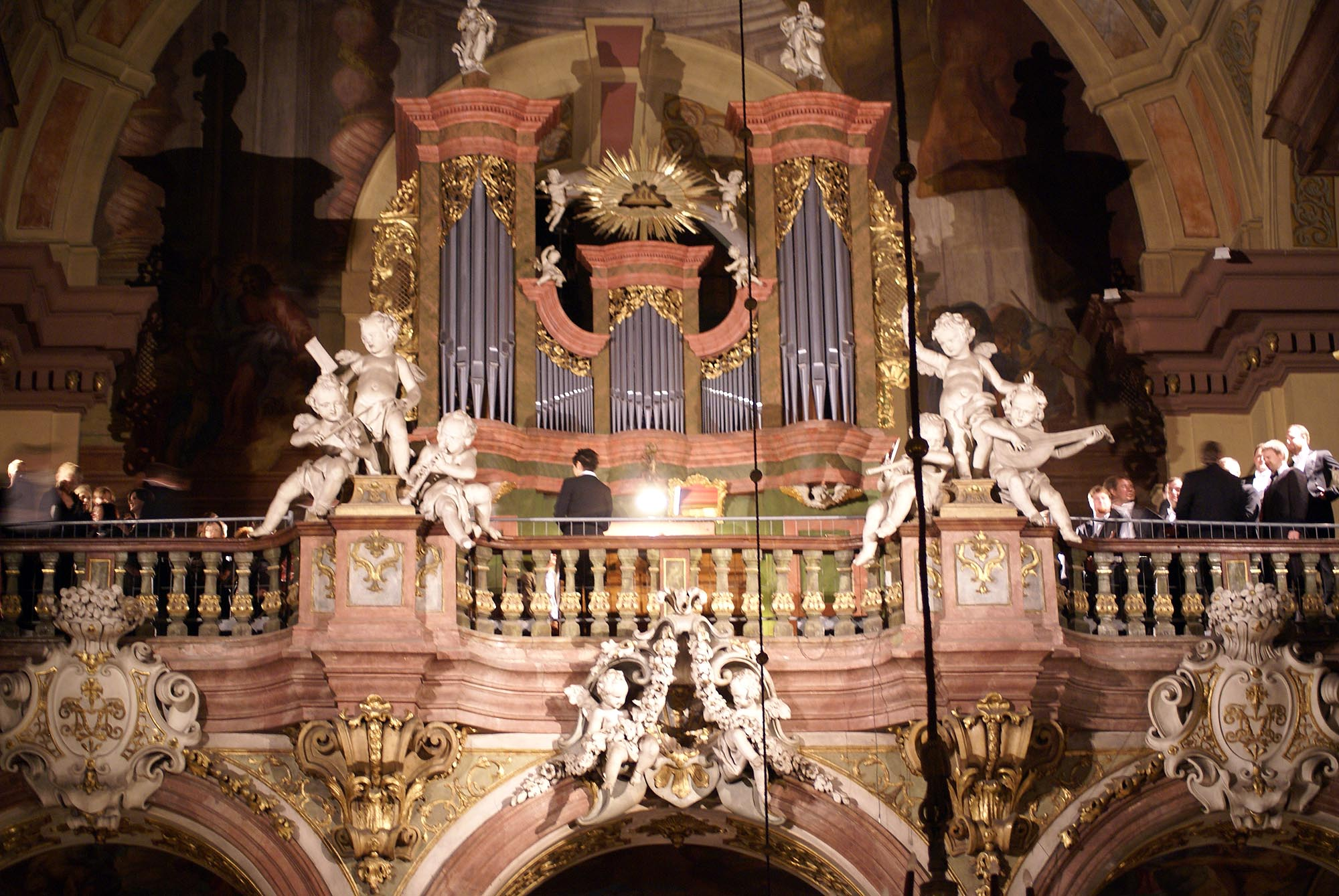
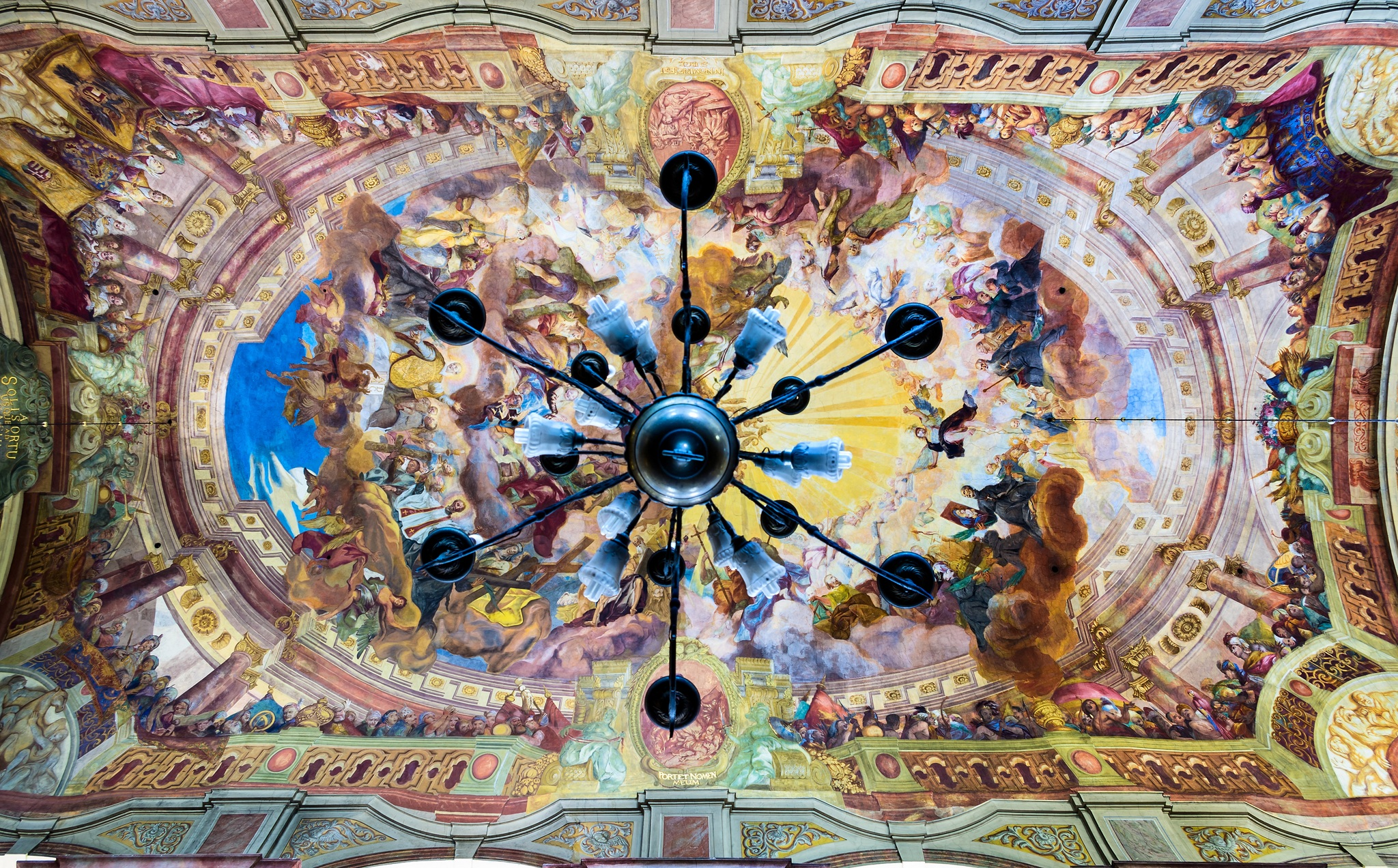